# Morgan's Boy
Morgan's Boy est un téléfilm britannique réalisé par John Gorrie en 1984, écrit par Alick Rowe et diffusé sur la BBC. 

## Distribution
- Gareth Thomas : Morgan Thomas
- Martyn Hesford : Lee Turner
- Ioan Meredith : Williams
- Marjorie Yates : Val Turner
- Maxine Audley : Eileen Gregory
- Alan Rowe : Harry Gregory
- Jack Walters : Pugh Davies
- Michael Troughton : Vicar
- Gary Oldman : Colin
- Michelle Collins : Carol
- Charles Dale : Gareth Price
- Pippa Hinchley : Sarah Griffiths